# Salvador aux Jeux olympiques d'été de 2008
Le Salvador participe aux Jeux olympiques d'été de 2008 à Pékin.

## Athlètes engagés

### Athlétisme

#### Hommes
| Epreuve      | Athlète       | Séries   | Séries | Quarts de finale | Quarts de finale | Demi-finales | Demi-finales | Finale   | Finale |
| Epreuve      | Athlète       | Résultat | Rang   | Résultat         | Rang             | Résultat     | Rang         | Résultat | Rang   |
| ------------ | ------------- | -------- | ------ | ---------------- | ---------------- | ------------ | ------------ | -------- | ------ |
| 50 km marche | Salvador Mira | NC       | NC     | NC               | NC               | NC           | NC           | DQ       | /      |

#### Femmes
| Epreuve      | Athlète            | Séries   | Séries | Quarts de finale | Quarts de finale | Demi-finales | Demi-finales | Finale       | Finale |
| Epreuve      | Athlète            | Résultat | Rang   | Résultat         | Rang             | Résultat     | Rang         | Résultat     | Rang   |
| ------------ | ------------------ | -------- | ------ | ---------------- | ---------------- | ------------ | ------------ | ------------ | ------ |
| 20 km marche | Veronica Colindres | NC       | NC     | NC               | NC               | NC           | NC           | 1h 36 min 52 | 37e    |

Luisa Maida, finaliste au tir pistolet 25m. 8eme.